# Rhachidosoraceae
Las rachidosoráceas (nombre científico Rhachidosoraceae) son una familia de helechos del orden Polypodiales, clado de Eupolipoides II, con un único género, Rhachidosorus, reconocido en la moderna clasificación de Rothfels et al. 2012, como también por su predecesor Christenhusz et al. 2011 y no aceptado por el antepredecesor sistema de Smith et al. (2006), que ubicaba el género en un amplio Woodsiaceae.

## Taxonomía
La clasificación más actualizada es la de Rothfels et al. 2012 (basada en Christenhusz et al. 2011, basada a su vez en Smith et al. 2006, 2008)):
- Rhachidosoraceae X. C. Zhang, Phytotaxa 19:16(2011). "Lacquer ferns" (se traduciría "helechos de Laquer"). 4 a 7 especies del género Rhachidosorus Ching; (Ching 1964a, Kato 1975a, Li et al. 2011).
  - = Rhachidosoraceae sensu Christenhusz & al. (2011)
  - incluido en Woodsiaceae sensu Smith & al. (2006);
  - = Athyriaceae: Rhachidosoroideae sensu Wang & al. (2004);
  - incluido en Dryopteridaceae: Athyrioideae: Physematieae sensu Kramer & al. (1990b)
  - incluido en Dryopteridaceae: Physematieae sensu Tryon & Tryon (1982)
  - incluido en Dryopteridaceae: Athyrioideae sensu Lovis (1978)
  - incluido en Athyriaceae sensu Ching (1978a)
  - incluido en Athyriaceae sensu Pichi Sermolli (1977)
  - = “Diplazium mesosorum group” sensu Kato (1977)
  - incluido en Athyriaceae sensu Tagawa & Iwatsuki (1972)
  - incluido en Dryopteridaceae: Athyrioideae sensu Nayar (1970)
  - incluido en Dennstaedtiaceae: Athyrioideae sensu Holttum (1947)
  - incluido en Polypodiaceae: Asplenioideae sensu Christensen (1938)

Christenhusz et al. 2011:
- Familia 37. Rhachidosoraceae X.C.Zhang, fam. nov. Basada en una referencia completa y directa de la descripción latina asociada con Athyriaceae subfam. Rhachidosoroideae M.L.Wang & Y.T.Hsieh, Acta Phytotax. Sin. 42: 527 (2004).

1 género. (Rhachidosorus Ching, tipo de la familia) con cerca de 7 especies.
Especies listadas en Plantlist::
- Rhachidosorus blotianus Ching
- Rhachidosorus consimilis Ching
- Rhachidosorus stramineus (Copel.) Ching
- Rhachidosorus subfragilis Ching
- Rhachidosorus truncatus Ching

## Filogenia
Introducción teórica en Filogenia
Rothfels et al. 2012 es "similar en sus delineamientos a la secuencia lineal propuesta recientemente por Christenhusz et al. 2011, con agregados de información crítica de Kuo et al. (2011), Li et al. (2011), y Rothfels et al. (2012).
Dice Rothfels et al. 2012: "Aproximadamente 8 especies que en su morfología gruesa son difíciles de distinguir de Athyrium. Basado en morfología, el género fue previamente incluido en Athyrium (Makino 1899) o Diplazium (Kato 1975a), o considerado un afín cercanamente segregado (Ching 1964a, review en Sano et al. 2000a). Las filogenias moleculares más tempranas (Sano et al. 2000a, Tzeng 2002, Wang et al. 2003), sin embargo, inesperadamente sugirieron que el género no estaba cercanamente emparentado a ninguno de los otros dos. Estos resultados fueron más tarde corroborados por el estudio de tres genes de Kuo et al. (2011) quienes resolvieron que Rhachidosorus es hermano del clado más grande Thelypteridaceae+Woodsia+Athyriaceae+Blechnaceae+Onocleaceae, pero sólo con bajo soporte, y por Li et al. (2011) quienes ubicaron al género como hermano del clado reconocido aquí como Diplaziopsidaceae. Estos estudios cada uno incluía un único accesion de Rhachidosorus (R. mesosorus (Makino) Ching in Sano et al. 2000a; R. consimilis Ching in Wang et al. 2003; R. pulcher (Tagawa) Ching in Tzeng 2002 y Kuo et al. 2011), excepto por Li et al. (2011) quienes incluyeron a ambos R. consimilis y R. blotianus Ching. El dataset de 5 locus de Rothfels et al. (2012) también incluía dos especies (R. mesosorus, R. pulcher), pero como con los otros estudios fue incapaz de soportar fuertemente la posición filogenética del género; fue débilmente ubicado como hermanod e Diplaziopsidaceae+Hemidictyaceae+Aspleniaceae. "
Sigue: "Los datos moleculares de 4 especies (incluyendo R. mesosorus, el tipo del género) y seis estudios independientes soportan consistentemente el descubrimiento sorprendente de que Rhachidosorus no es filogenéticamente cercano a Athyrium o Diplazium, sino que más bien comprende un linaje aislado dentro de Eupolypods II. La filogenia de Rothfels et al. (2012) sugiere que Rhachidosorus divergió de sus afines más cercanos aproximadamente hace 90 millones de años, mucho antes por ejemplo que los ancestros de Blechnum divergieran de los de Athyrium (figura 4, Rothfels et al. 2012, su figura suplementaria 1)."
Christenhusz et al. 2011: Rhachidosorus no fue incluido en el estudio de Schuettpelz & Pryer (2007) y los resultados de Wang et al. (2003, 2004) no fueron aceptados por Smith et al. (2006a, 2008).

## Ecología
Rothfels et al. 2012: Endémico de Asia. Helechos terrestres de hábitats sombreados (bajo canopia), muchas veces encontrados en hábitats de piedra caliza (limestone), y son muy similares y difíciles de distinguir de Athyrium.
Christenhusz et al. 2011 dice algo similar: Distribuido en el este y el sudeste de Asia, desde Japón a Sumatra y las Filipinas. En bosques muchas veces en lugares rocosos (piedra caliza).

## Caracteres
Según Rothfels et al. 2012: "Plantas terrestres, raíces insertadas radialmente, no prolíferas; rizomas rastreros o cortamente rastreros (creeping or short creeping), comúnmente no ramificados, con escamas; las escamas de los rizomas lanceoladas, clatradas, los márgenes enteros, sin pubescencia perceptible; las hojas verdes y no cubiertas por mucílago en ningún estadio del desarrollo, dispuestas en espiral, monomórficas, sin articulación con el rizoma, cercanamente espaciadas, poco escamosas, pecíolos de color rojizo (reddish) a stramineous, adelgazados en la base, que no forman trofópodos (trophopods), sin aeróforos conspicuos, sin una articulación peciolar; dos haces vasculares en el pecíolo, cada uno con xilema hipocampiforme, los haces se unen distalmente para formar un único haz en forma de U, la lámina herbácea, 2-3 pinada-pinatifida, más ancha en la base, el ápice non-conform, las células de los márgenes de la hoja diferenciadas en células nodulosas hialinas (nodulose hyaline), los ejes de las pinas no articulados, sulcados adaxialmente, sin costilla (ridge) libre central; los surcos (grooves) del raquis con forma de U, continuos, el sulcus de la pared del raquis se continúa como una costilla prominente en el sulcus de la pared de la costa, y después se separa en la cóstula del primer segmento basiscópico; las venas libres, finalizan antes de llegar al margen de la hoja, el final de las venas indiferenciado; soros dorsales a lo largo de las venas, no termianles, elongados, indusiados; el receptáculo del soro aplanado; indusios laterales, no glandulares; esporangios con pies que a la mitad poseen dos o tres células de ancho; esporas monolete, no clorófilas, marrones, la perispora equinada (echinate), tuberculada, o con anchos dobleces (folds), los dobleces a veces perforados; cromosomas (chromosome base number) x=41. (Kato 1975a, Kato et al. 1992, Takamiya et al. 2000). El conteo de x=40 de Kurita (1960) es insustanciado."
Sigue: "Las rachidosoráceas pueden ser distinguidas por la combinación de rizomas subterráneos rastreros, hojas sin abundante cantidad de antocianinas ni mucílago en ningún estadio del desarrollo, pecíolos con dos haces vasculares, soros elongados restringidos a lo largo de un solo lado de la vena, con indusio, y lámina provista de escamas filiformes delgadas, y sin pelos. Este grupo de caracteres, sin embargo, lo vuelve difícil de distinguir de Aspleniaceae y de Athyriaceae. Con Aspleniaceae comparte las escamas clatradas y los soros alargados que están largamente confinados a un lado de la vena. Sin embargo no tiene la arquitectura de pina-costa característica de Aspleniaceae -un pecíolo no sulcado donde las alas están formadas por el margen decurrente de una lámina (ver la clave provista en el paper para caracteres adicionales que los distinguen entre sí). Más dificultoso es distinguir a la familia de Athyriaceae; ambas familias tienen similar arquitectura pina-costa. Esta arquitectura está caracterizada por un raquis sulcado que no es alado, y que tiene un flange prominente en el lado basiscópico de la pina costa formada por la pared del sulco tal como se continúa desde el raquis en la pina costa. Además, Rhachidosorus tiene diminutos corniculae y escamas adaxialmente en la unión con la pina y raquis, que son similares a las de Athyrium y Cornopteris. Los caracteres más útiles para distinguir entre estas dos familias son las escamas clatradas y los soros lineales confinados a un solo lado de la vena en Rhachidosoraceae; la mayoría de las Athyriaceae tienen soros en dos lados de una única vena, tanto en un arreglo espalda con espalda (back to back), como en un arreglo en gancho (hooked)."
Según Christenhusz et al. 2011: Helechos medianos a grandes. Rizomas gruesos, erectos a decumbentes, los ápices y bases de los tallos densamente cubiertos por escamas, láminas 2-3pinadas, deltoides a aovadas-deltoides, soros lineales, falcados, que tocan a las venas medias en el extremo proximal, subparalelos a la vena media. Indusios más o menos gruesos, enteros, en el lado acroscópico de las venillas laterales, asplenioides, esporas con pliegues tuberculares. X=40.